# Adelges tsugae
Adelges tsugae är en insektsart som beskrevs av Annand 1924. Adelges tsugae ingår i släktet Adelges och familjen barrlöss. Inga underarter finns listade i Catalogue of Life.

## Bildgalleri

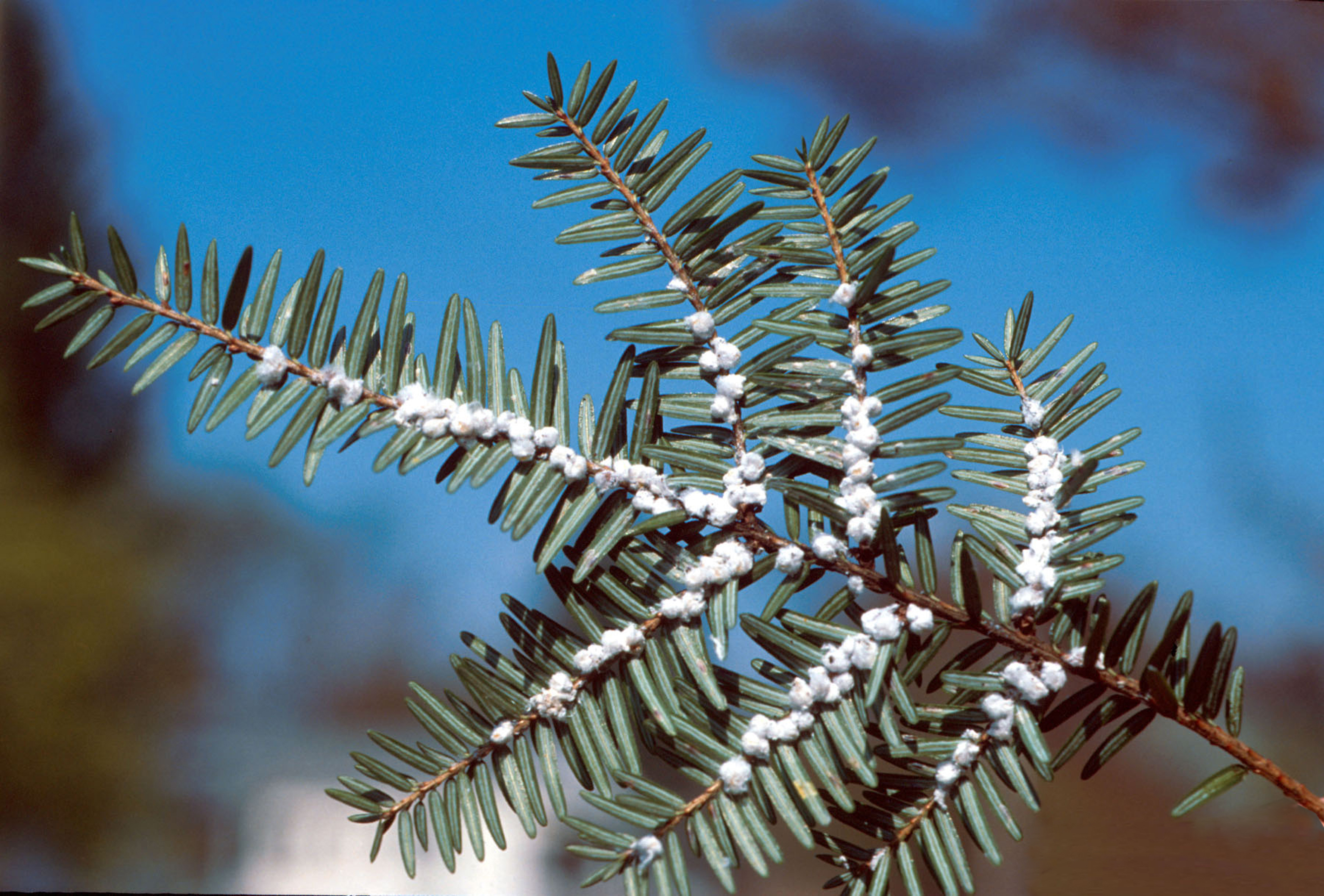
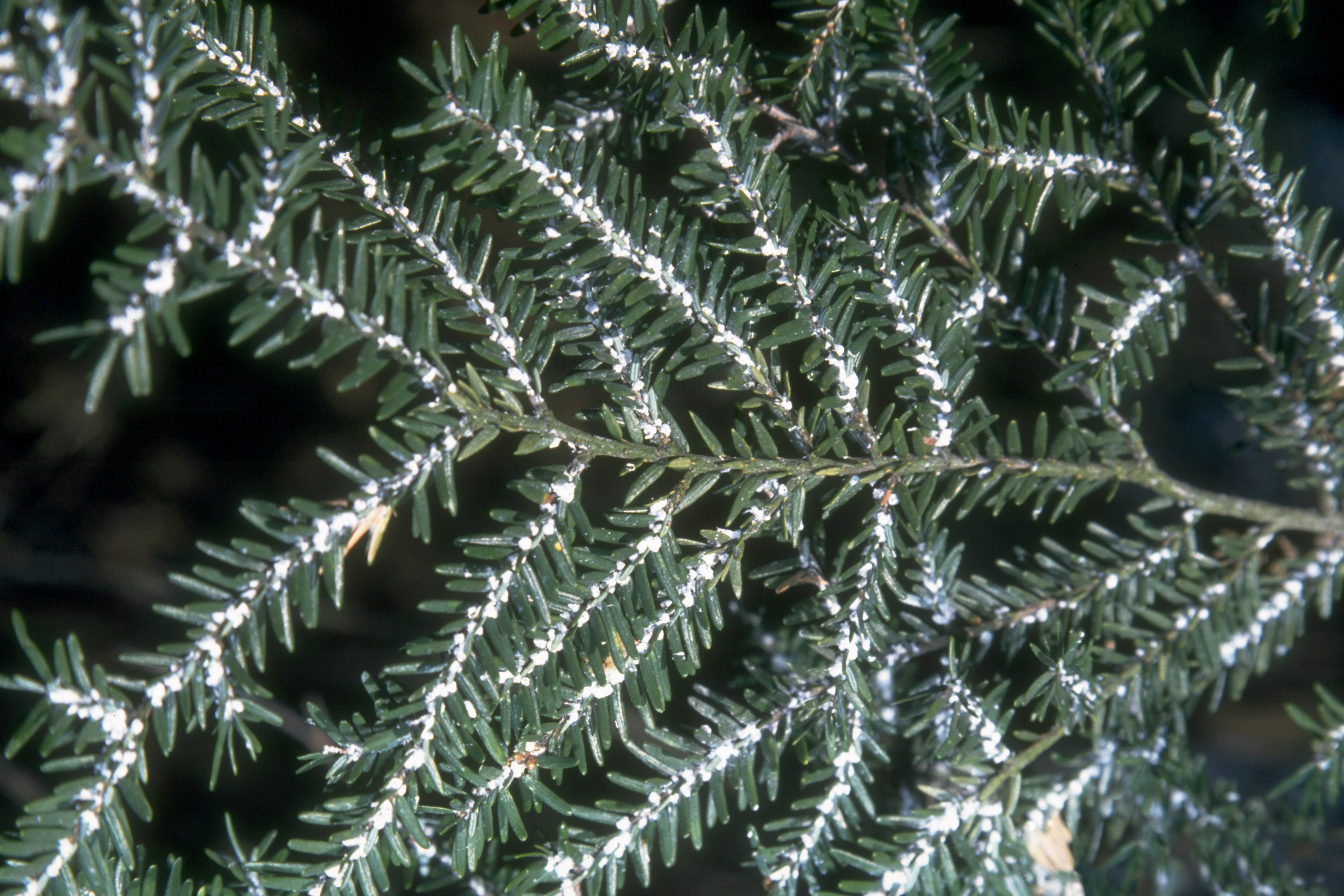
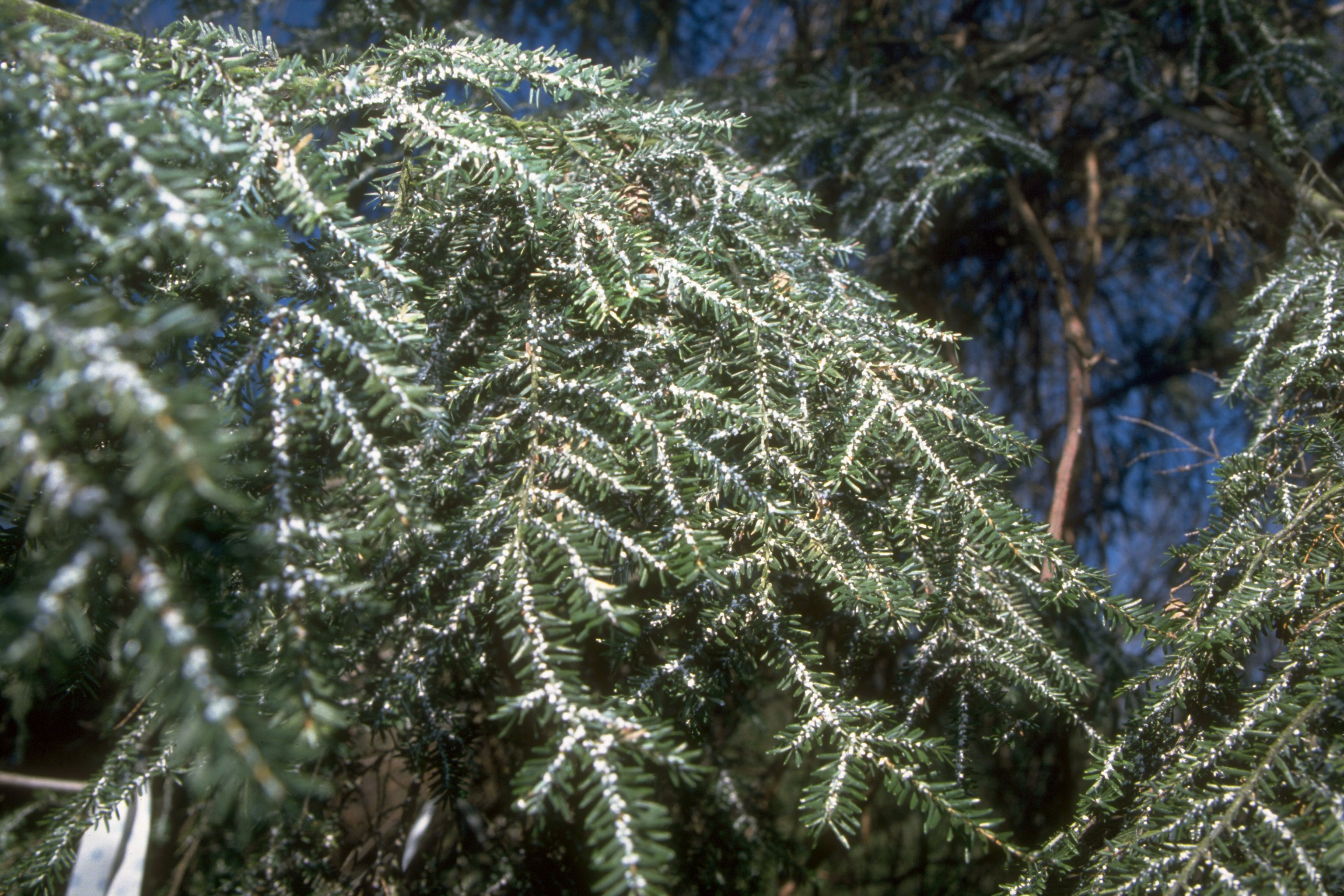
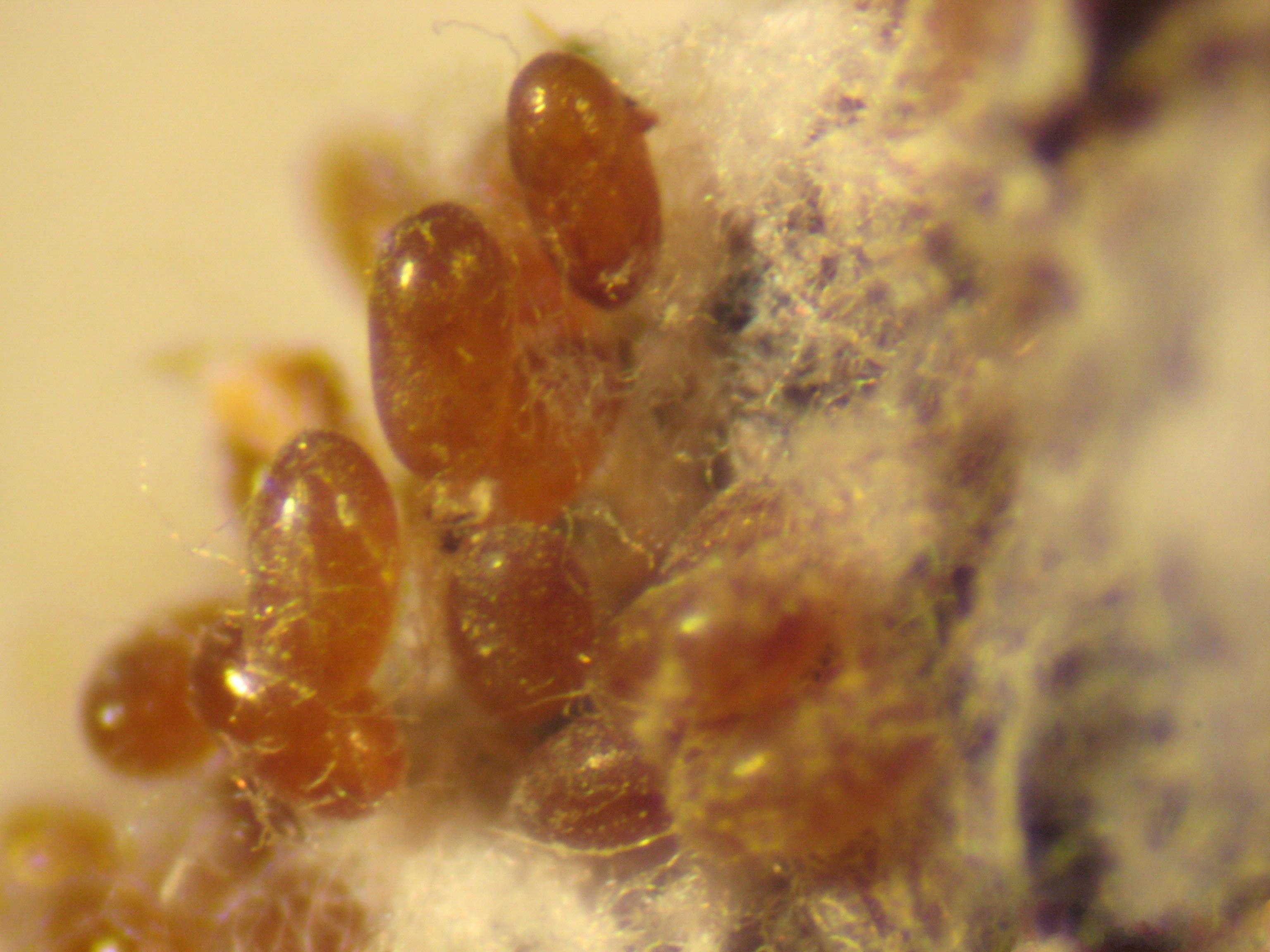
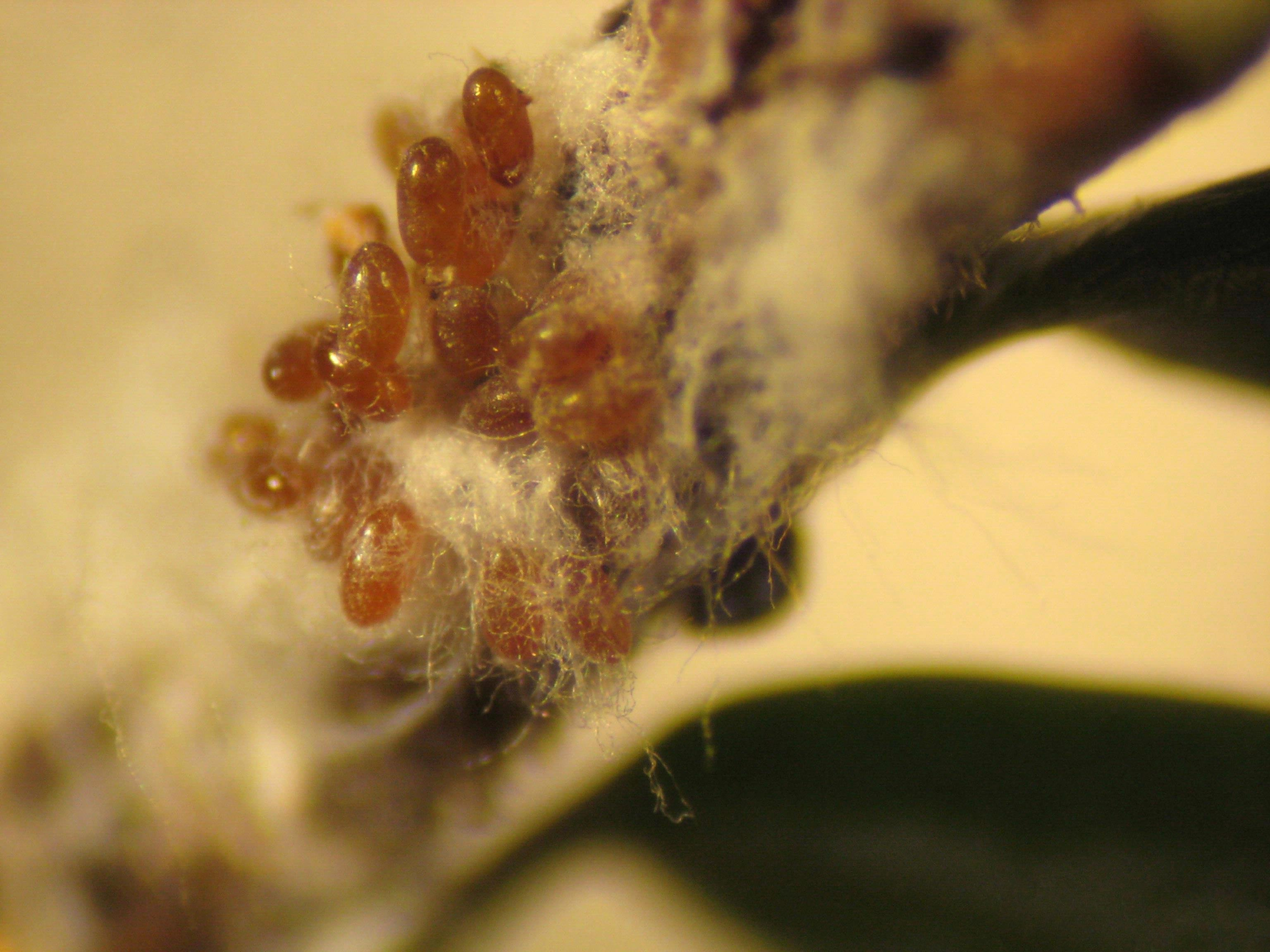
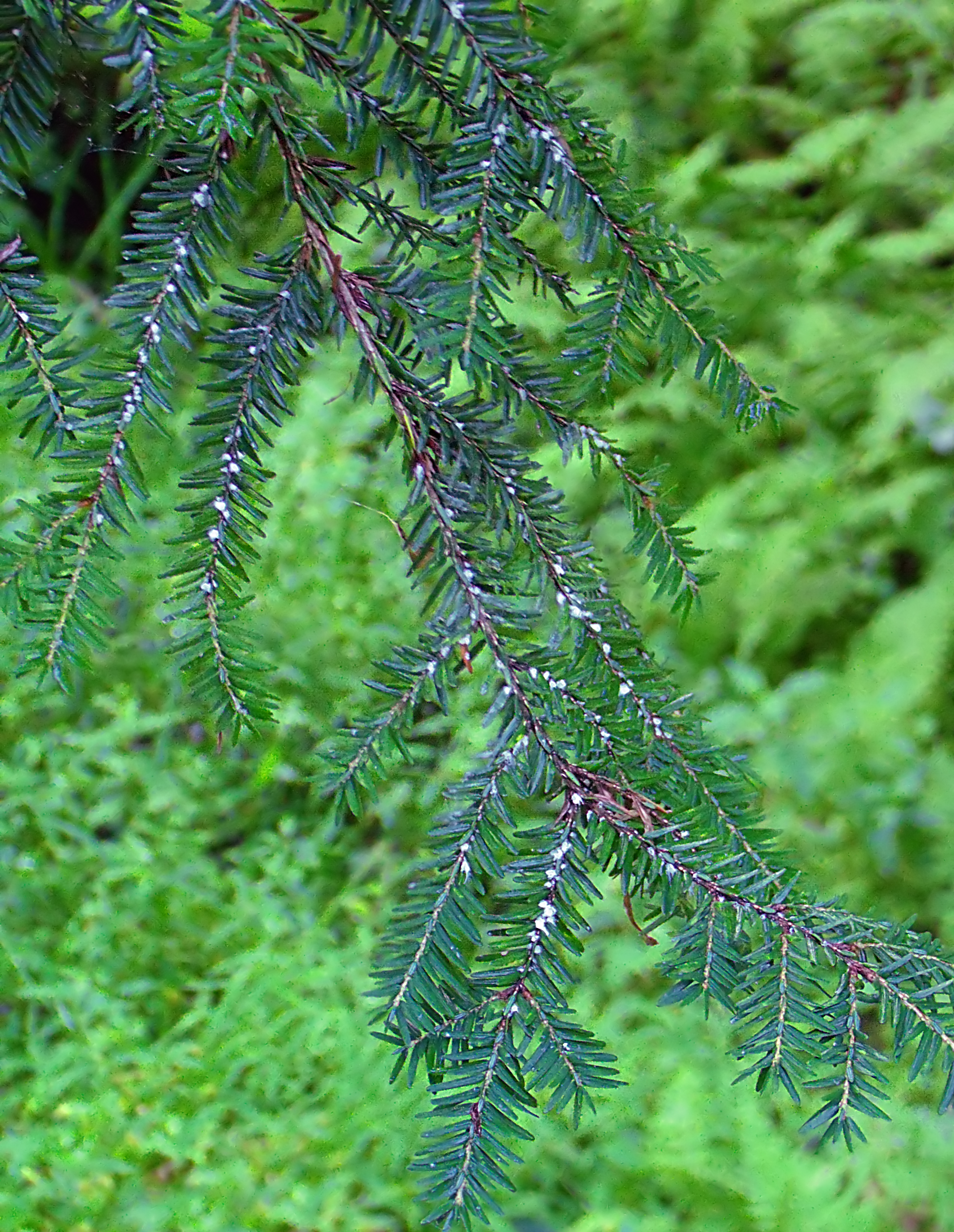